# Plebańce (rejon lidzki)
Plebańce (biał. Плябанцы, Plabancy; ros. Плебанцы, Plebancy) – wieś na Białorusi, w obwodzie grodzieńskim, w rejonie lidzkim, w sielsowiecie Dubrowna, nad Niecieczą.

## Historia
W XIX i w początkach XX w. położone były w Rosji, w guberni wileńskiej, w powiecie lidzkim, w gminie Lida.
W dwudziestoleciu międzywojennym leżały w Polsce, w województwie nowogródzkim, w powiecie lidzkim, w gminie Lida. W 1921 miejscowość liczyła 146 mieszkańców, zamieszkałych w 30 budynkach, wyłącznie Polaków. 127 mieszkańców był wyznania rzymskokatolickiego i 19 prawosławnego.
Po II wojnie światowej w granicach Związku Sowieckiego. Od 1991 w niepodległej Białorusi.